# أغوستينو باسي
أغوستينو باسي، يُعرف أحيانًا باسم دي لودي (بالإنجليزية: Agostino Bassi)‏ (25 سبتمبر 1773 – 8 فبراير 1856)، كان عالم حشرات إيطالي. سبق لويس باستور في اكتشاف أن الكائنات الدقيقة يمكن أن تكون سببًا للأمراض (نظرية الجراثيم المسببة للأمراض). اكتشف أن مرض المسكاردين [الإنجليزية] الذي يصيب دودة القز ناتج عن كائن حي طفيلي صغير جدًا، وهو فطر سُمي لاحقًا بوفيريا باسيانا (Beauveria bassiana) تكريمًا له. في عام 1844، طرح فكرة أن الأمراض التي تصيب الحيوانات (الحشرات) وكذلك البشر تسببها كائنات حية دقيقة أخرى؛ على سبيل المثال، الحصبة والزهري والطاعون.

## روابط خارجية
- أغوستينو باسي على موقع الموسوعة البريطانية (الإنجليزية)